# Gănești
Gănești (maďarsky Vámosgálfalva) je rumunská obec v župě Mureș. Žije zde přibližně 3 100 obyvatel. V roce 2011 a se 64 % obyvatel hlásilo k maďarské národnosti. Součástí obce jsou i tři další vesnice.

## Části obce
- Gănești – 1 922 obyvatel
- Păucișoara – 157 obyvatel
- Seuca – 1 003 obyvatel
- Sub Pădure – 49 obyvatel